# James McCarthy
James McCarthy (Glasgow, 12 de novembro de 1990) é um futebolista irlandês nascido na Escócia que atua como meia. Atualmente joga pelo Celtic.[carece de fontes?]

## Carreira
James McCarthy fez parte do elenco da Seleção Irlandesa de Futebol da Eurocopa de 2016.

### Lesão
No dia 20 de janeiro de 2018, em uma partida contra o West Bromwich, McCarthy sofreu uma grave lesão após uma dividída com Salomón Rondón. Após ver a gravidade da lesão, o adversário entrou em prantos e pediu desculpas.